# Mamma Roma
Mamma Roma ist der zweite Spielfilm des italienischen Regisseurs Pier Paolo Pasolini aus dem Jahr 1962. In dem Film zeichnet Pasolini das Porträt einer Prostituierten (Anna Magnani), die versucht, sich ihrem Sohn zuliebe ein bürgerliches Leben aufzubauen. 
Pasolini vertraut vorwiegend auf Laienschauspieler, einzige Ausnahme ist Anna Magnani. Der Film nahm 1962 am Filmfestival in Venedig teil.

## Handlung
Als ihr 17 Jahre jüngerer Zuhälter Carmine eine andere Frau heiratet, enden für die Prostituierte Mamma Roma die Jahre der Abhängigkeit und Unterdrückung. Auf der Hochzeit macht sie sich mit Hilfe dreier mit Schleifen geschmückter Schweine und in einem Spottlied über die Ehe von Carmine lustig. Dann holt sie ihren 16-jährigen Sohn Ettore, der von Geburt an alleine und ohne Schulbildung auf dem Land aufwuchs, zu sich nach Rom. Mit dem Geld, das sie durch die jahrelange Prostitution verdient hat, will sie sich selbst, primär aber ihrem Sohn, ein anständiges bürgerliches Leben ermöglichen. Dafür hat sie eine Wohnung in einem besseren Viertel Roms gekauft und in ihre neue Arbeit als Verkäuferin von Obst und Gemüse investiert. Am Tag der Ankunft in Rom wird sie jedoch von ihrer Vergangenheit eingeholt: Carmine sucht sie auf und verlangt von ihr, ihm innerhalb von zwei Wochen 200.000 Lire zu besorgen – notfalls auch durch Prostitution. Falls Mamma Roma das Geld für ihn aufbringt, werde sie ihn nie wieder sehen, verspricht er ihr. Ein letztes Mal geht die stadtbekannte Prostituierte also für ihn anschaffen und verabschiedet sich danach von ihren Kolleginnen auf dem Straßenstrich und zieht mit ihrem Sohn in einen gutbürgerlichen Vorort Roms.
Während Mamma Roma auf dem Markt ihre Waren verkauft, schließt sich Ettore einer Jungen-Clique an und lernt dadurch die ältere Bruna kennen, die er durch Geschenke für sich gewinnt. Dies missfällt Mamma Roma und sie verlangt von ihm, sich von Frauen fernzuhalten. Ettore verkauft als Reaktion darauf Platten seiner Mutter, um an Geld zu kommen. Sie verschafft ihm daraufhin  eine Stelle als Kellner, indem sie einen Restaurantbesitzer erpresst. Zugleich versucht sie, ihm seine Liebe zu Bruna auszutreiben, indem sie ihn zu einer alten Bekannten, der Hure Biancofiore, schickt. 
Doch das Glück währt nicht lange, denn eines Tages taucht Carmine wieder auf, der sich von seiner Frau getrennt hat und inzwischen zusammen mit Ettore arbeitet. Er stellt sie vor die Wahl: Entweder sie prostituiert sich wieder für ihn oder er erzählt ihrem Sohn, dass sie auf den Strich ging. Verzweifelt muss sie am Abend wieder anschaffen gehen. Als Bruna Ettore die Wahrheit über seine Mutter erzählt, treibt er unaufhaltsam dem Verderben entgegen. Die Beziehung zu Bruna und seiner Mutter zerbricht, er wirft seine Arbeit hin und wird zu einem Straßengauner, der mit seiner Clique im Krankenhaus Patienten beklaut. Eines Tages wird Ettore auf frischer Tat ertappt, landet im Gefängnis und wird schließlich in die Psychiatrie eingeliefert, in der er, auf ein Bett gefesselt, stirbt. Mamma Roma will sich aus dem Fenster ihrer Wohnung stürzen, wird aber von anderen Marktleuten, die ihr gefolgt sind, zurückgehalten.

## Dramaturgie und Bildsprache
Der Schwarzweißfilm arbeitet mit bewusster Unterinformation des Zuschauers, der weder Näheres über Ettores Herkunft noch über die Gründe erfährt, die Mamma Roma seinerzeit bewogen, ihn aufs Land zu geben. Auch Mamma Romas Prostitution wird weitgehend ausgeklammert, sie wird nur auf dem Heimweg mit verschiedenen Begleitern gezeigt. Die Hochzeit ist in Form eines Abendmahls arrangiert, der sterbende Ettore wird gezeigt wie ein Gekreuzigter, Barockmusik grundiert viele Szenen von Einsamkeit und Verlorenheit, die Einstellungen sind lang und schwelgen in der poetischen Hässlichkeit der Bannmeile Roms, in der ersten Szene in der Psychiatrie rezitiert ein Insasse aus der Göttlichen Komödie. Die Konfrontation des Elends der kleinen Leute mit der Hochkultur ist ein prägendes Stilmittel des Films.

## Kritiken
„Das bewegende Sozialdrama wird durch die kunstvoll-karge Form zu einer exemplarischen menschlichen Tragödie überhöht. Herausragend ist dabei neben der Leistung der Hauptdarstellerin vor allem die Balance zwischen direkter Sinnlichkeit und strengem Formwillen sowie die kühne, aber gelungene Einbindung christlicher Ikonografie in die Filmsprache.“

„Der italienische Regisseur Pier Paolo Pasolini verband Kühnheit der Konzeption und hohes Ethos zu einem Film von starker künstlerischer Intensität. Ab 18 sehr zu empfehlen.“

## Auszeichnungen
Der Film nahm am Internationalen Filmfestival von Venedig 1962 teil, ging bei der Preisvergabe allerdings leer aus.